# Обични јастреб
Обични јастреб или јастреб кокошар (лат. Accipiter gentilis) је врста птица грабљивица из породице јастребова (лат. Accipitridae). Средње је величина и настањује умјерена подручја сјеверне хемисфере. Углавном је станарица, али птице из сјеверне Азије и Канаде се селе на југ. Ову врсту је први пут описао Карл фон Лине 1758. године у дјелу „Системи природе“ (лат. Systema Naturæ).
Јастреб се налази на застави Азора. Азорска острва су добила име по португалској ријечи за јастреба (порт. açor), јер су истраживачи који су први открили ова острва мислили да су птице грабљивице које су видјели на острву јастребови, касније се испоставило да су те птице заправо мишари.

## Опис
Јастреб кокошар је највећи припадник рода правих јастребова (лат. Accipiter). Има карактеристична кратка и широка крила, као и дуг реп, што му омогућава лако маневрисање у шумама у којима живи. Мужјак је плавосив са сивим пругама, просјечне дужине 49-52 cm са распоном крила 93-105 cm. Женке су много веће и потпуно сиве, просјечне дужине 58-64 cm са распоном крила 108-127 cm. Мужјаци мањих подврста могу имати масу и од 630 g, а женке већих подврста и до 2 kg.
Ова врста лови мање птице и сисаре у шумама, ослањајући се на своју способност брзог лета кроз густе крошње. Најчешћи плијен је средње величине (вране, голубови, дроздови, чворци, вјеверице и сл.), али може да ухвати и плијен до величине тетријеба. Понекад лови пловуше до величине дивље патке. Плијен је углавном мањи од јастреба, али ове птице су у стању да лове и много веће животиње, као што је зец.

## Размножавање
У прољећној сезони парења јастребови изводе спектакуларне летове удварања. У ово вријеме се понекад може чути њихово оглашавање слично галебовима. Одрасле јединке се враћају у своје станиште у марту и априлу, а јаја носе у априлу или мају. Обично се гнијезде у крошњама великих и старих дрвећа. Лијежу између два и четири јајета, а инкубација траје од 28 до 38 дана. Млади напуштају гнијезде након 35 дана и током сљедећих 10 дана почну летјети. Могу остати на родитељској територији још годину дана. Одрасле јединке бране територију веома агресивно, па нису ријетки напади и на људе.